# Ço del Nin
Ço del Nin és un paratge de camps de conreu en terres del poble de Vilamolat de Mur dins del municipi de Castell de Mur, al Pallars Jussà (antic terme de Mur), al Pallars Jussà.
És a la dreta del barranc de Fórnols, sota l'extrem oriental del Serrat de Purredó, al nord-oest de Casa Ginebrell.